# Фасли
Фа̀сли (на гръцки: Φάσλι) е изоставено село в Кипър, окръг Пафос. Според статистическата служба на Република Кипър през 2001 г. селото няма жители.
Намира се на 2 км южно от Андролику.